# Medina nigriventris
Medina nigriventris är en tvåvingeart som först beskrevs av Samuel Wendell Williston  1896.  Medina nigriventris ingår i släktet Medina och familjen parasitflugor. Inga underarter finns listade i Catalogue of Life.